# マティ・ベニアーズ
マティ・ベニアーズ（Matty Beniers, 2002年11月5日 - ）は、アメリカ合衆国マサチューセッツ州ヒンガム出身のプロアイスホッケー選手。NHLのシアトル・クラーケンに所属している。
ポジションはセンター。

## 経歴

### マチュア時代

#### ジュニア時代
2018-19シーズンよりアメリカ合衆国代表の育成プログラムでプレーし、同シーズンは42試合に出場して10ゴール、13アシストを記録した。
2019-20シーズンはキャプテンを務め、44試合に出場して18ゴール、23アシストを記録した。

#### 大学時代
スタンフォード大学へ進学予定だったが、COVID-19の影響で同大学が所属するアイビー・リーグの試合が中止となったため、進路を変更してミシガン大学へ進学した。
2020-21シーズン、2021年2月6日のアリゾナ州立大学戦でハットトリックを達成した。このシーズンは24試合に出場して10ゴール、14アシストを記録した。
2021年のNHLドラフトにて、全体2位でシアトル・クラーケンから指名された。クラーケンは同年から新設されたチームであり、チーム史上初のドラフト指名選手となった。その後、8月20日にもう1年大学に残留することを発表した。
2021-22シーズンは37試合に出場して20ゴール、23アシストを記録し、ビッグ10カンファレンスの得点王、最優秀選手賞を受賞した。また、シーズン途中に開催された北京オリンピックのアメリカ合衆国代表に選出された。

### プロ入りとクラーケン時代
2021-22シーズン途中の2022年4月10日にクラーケンと契約した。12日のカルガリー・フレームス戦でNHLデビューし、1アシストを記録した。このシーズンは10試合に出場して3ゴール、9ポイントを記録した。
2022-23シーズンはオールスターゲームに初選出されたが、怪我のため欠場した。このシーズンは80試合に出場していずれもルーキー最多となる24ゴール、57ポイントを記録し、カルダー記念賞を受賞した。

## 詳細情報

### 賞歴
- NHLオールスターゲーム選出：1回（2023年）
- カルダー記念賞（2023年）
- NHLオールルーキーチーム（2023年）

### 代表歴
- 2019年アイスホッケーU18世界選手権アメリカ合衆国代表
- 2021年アイスホッケー世界選手権アメリカ合衆国代表
- 2021年アイスホッケーU20世界選手権アメリカ合衆国代表
- 2022年北京オリンピックアイスホッケー男子アメリカ合衆国代表